# Камйонач (Лодзинське воєводство)
Камйонач (пол. Kamionacz) — село в Польщі, у гміні Варта Серадзького повіту Лодзинського воєводства.
Населення — 471 особа (2011).
У 1975-1998 роках село належало до Серадзького воєводства.

## Демографія
Демографічна структура станом на 31 березня 2011 року:
|          | Загалом | Допрацездатний вік | Працездатний вік | Постпрацездатний вік |
| -------- | ------- | ------------------ | ---------------- | -------------------- |
| Чоловіки | 238     | 48                 | 154              | 36                   |
| Жінки    | 233     | 49                 | 113              | 71                   |
| Разом    | 471     | 97                 | 267              | 107                  |